# Triaspis floricola
Triaspis floricola är en stekelart som först beskrevs av Wesmael 1835.  Triaspis floricola ingår i släktet Triaspis och familjen bracksteklar. Arten är reproducerande i Sverige. Utöver nominatformen finns också underarten T. f. minima.